# Klippvänderot
Klippvänderot (Valeriana saxatilis) är en växtart i familjen vänderotsväxter.
Artens utbredningsområde är kalkstensregioner i östra centrala och östra Alperna och norra Apenninerna. Den är en flerårig alpin till subalpin ört med gröna basblad och små vita eller lite rosaaktiga blommor. Blommorna sitter i glesa knippen på 10–20 centimeter, eller något högre, höga stjälkar. Blomningstiden är juni och juli.
Förutom nominatformen (Valeriana saxatilis L. subsp. saxatilis) brukar en dvärgform, Valeriana saxatilis subsp. pancicii (Halácsy & Bald.) Ockendon, urskiljas som underart.